# Campionato europeo maschile di pallacanestro Under-18 1994
Il 16º Campionato europeo di pallacanestro maschile Under-18 (noto anche come FIBA Europe Under-18 Championship 1994) si è svolto in Israele, presso Tel Aviv, dal 18 al 25 luglio 1994.

## Squadre partecipanti
- Israele
- Francia
- Grecia
- Italia
- Slovenia
- Lituania

- Turchia
- Russia
- Croazia
- Germania
- Spagna
- Ucraina

## Primo turno
Le squadre sono divise in 2 gruppi da 6 squadre ciascuno, con gironi all'italiana. Le prime quattro si qualificano per la fase successiva ad eliminazione diretta, mentre le ultime giocano per il 9-12 posto.

### Gruppo A
| Team       | Pt | V - P | PF - PS   | Dp  |
| ---------- | -- | ----- | --------- | --- |
| 1. Croazia | 10 | 5 - 0 | 408 - 353 | +55 |
| 2. Spagna  | 8  | 3 - 2 | 393 - 367 | +26 |
| 3. Francia | 8  | 3 - 2 | 393 - 367 | +26 |
| 4. Russia  | 7  | 2 - 3 | 366 - 376 | -10 |
| 5. Turchia | 7  | 2 - 3 | 324 - 357 | -33 |
| 6. Ucraina | 6  | 1 - 4 | 401 - 465 | -64 |

### Gruppo B
| Team        | Pt | V - P | PF - PS   | Dp  |
| ----------- | -- | ----- | --------- | --- |
| 1. Lituania | 9  | 4 - 1 | 423 - 377 | +46 |
| 2. Italia   | 8  | 3 - 2 | 345 - 344 | +1  |
| 3. Grecia   | 8  | 3 - 2 | 423 - 386 | +37 |
| 4. Slovenia | 8  | 3 - 2 | 377 - 371 | +6  |
| 5. Israele  | 7  | 2 - 3 | 315 - 349 | -34 |
| 6. Germania | 5  | 0 - 5 | 316 - 372 | -56 |

## Fase a eliminazione diretta

### Tabellone 1º-4º posto
|  | Semifinali 1º/4º posto | Semifinali 1º/4º posto | Semifinali 1º/4º posto |          |         | Finale 1º/2º posto | Finale 1º/2º posto | Finale 1º/2º posto |  |
|  |                        |                        |                        |          |         |                    |                    |                    |  |
|  | Italia                 | Italia                 | 64                     |          |         |                    |                    |                    |  |
|  | Italia                 | Italia                 | 64                     |          |         |                    |                    |                    |  |
|  | Croazia                | Croazia                | 83                     |          |         |                    |                    |                    |  |
|  | Croazia                | Croazia                | 83                     |          | Croazia | Croazia            | 71                 |                    |  |
|  |                        |                        |                        |          | Croazia | Croazia            | 71                 |                    |  |
|  |                        |                        | Lituania               | Lituania | 73      |                    |                    |                    |  |
|  | Lituania               | Lituania               | Lituania               | Lituania | 73      | 91                 |                    |                    |  |
|  | Lituania               | Lituania               |                        |          |         | 91                 |                    |                    |  |
|  | Spagna                 | Spagna                 | 77                     |          |         | Finale 3º/4º posto | Finale 3º/4º posto | Finale 3º/4º posto |  |
|  | Spagna                 | Spagna                 | 77                     |          |         |                    |                    |                    |  |
|  |                        |                        |                        |          |         |                    |                    |                    |  |
|  |                        |                        |                        |          |         | Italia             | Italia             | 76                 |  |
|  |                        |                        |                        |          |         | Italia             | Italia             | 76                 |  |
|  |                        |                        |                        |          |         | Spagna             | Spagna             | 87                 |  |

### Tabellone 5º-8º posto
|  | Semifinali 5º/8º posto | Semifinali 5º/8º posto | Semifinali 5º/8º posto |        |         | Finale 5º/6º posto | Finale 5º/6º posto | Finale 5º/6º posto |  |
|  |                        |                        |                        |        |         |                    |                    |                    |  |
|  | Francia                | Francia                | 73                     |        |         |                    |                    |                    |  |
|  | Francia                | Francia                | 73                     |        |         |                    |                    |                    |  |
|  | Slovenia               | Slovenia               | 66                     |        |         |                    |                    |                    |  |
|  | Slovenia               | Slovenia               | 66                     |        | Francia | Francia            | 83                 |                    |  |
|  |                        |                        |                        |        | Francia | Francia            | 83                 |                    |  |
|  |                        |                        | Grecia                 | Grecia | 76      |                    |                    |                    |  |
|  | Grecia                 | Grecia                 | Grecia                 | Grecia | 76      | 90                 |                    |                    |  |
|  | Grecia                 | Grecia                 |                        |        |         | 90                 |                    |                    |  |
|  | Russia                 | Russia                 | 76                     |        |         | Finale 7º/8º posto | Finale 7º/8º posto | Finale 7º/8º posto |  |
|  | Russia                 | Russia                 | 76                     |        |         |                    |                    |                    |  |
|  |                        |                        |                        |        |         |                    |                    |                    |  |
|  |                        |                        |                        |        |         | Slovenia           | Slovenia           | 84                 |  |
|  |                        |                        |                        |        |         | Slovenia           | Slovenia           | 84                 |  |
|  |                        |                        |                        |        |         | Russia             | Russia             | 75                 |  |

### Tabellone dal 9º al 12º posto
|  | Semifinali 9º/12º posto | Semifinali 9º/12º posto | Semifinali 9º/12º posto |         |         | Finale 9º/10º posto  | Finale 9º/10º posto  | Finale 9º/10º posto  |  |
|  |                         |                         |                         |         |         |                      |                      |                      |  |
|  | Turchia                 | Turchia                 | 65                      |         |         |                      |                      |                      |  |
|  | Turchia                 | Turchia                 | 65                      |         |         |                      |                      |                      |  |
|  | Germania                | Germania                | 64                      |         |         |                      |                      |                      |  |
|  | Germania                | Germania                | 64                      |         | Turchia | Turchia              | 76                   |                      |  |
|  |                         |                         |                         |         | Turchia | Turchia              | 76                   |                      |  |
|  |                         |                         | Israele                 | Israele | 56      |                      |                      |                      |  |
|  | Israele                 | Israele                 | Israele                 | Israele | 56      | 81                   |                      |                      |  |
|  | Israele                 | Israele                 |                         |         |         | 81                   |                      |                      |  |
|  | Ucraina                 | Ucraina                 | 55                      |         |         | Finale 11º/12º posto | Finale 11º/12º posto | Finale 11º/12º posto |  |
|  | Ucraina                 | Ucraina                 | 55                      |         |         |                      |                      |                      |  |
|  |                         |                         |                         |         |         |                      |                      |                      |  |
|  |                         |                         |                         |         |         | Germania             | Germania             | 73                   |  |
|  |                         |                         |                         |         |         | Germania             | Germania             | 73                   |  |
|  |                         |                         |                         |         |         | Ucraina              | Ucraina              | 77                   |  |

## Classifica finale
| Campione d'Europa | Campione d'Europa | Campione d'Europa |
| ----------------- | ----------------- | ----------------- |
| Lituania          |                   |                   |
| Argento           | Croazia           |                   |
| Bronzo            | Spagna            |                   |
| 4.                | Italia            |                   |
| 5.                | Francia           |                   |
| 6.                | Grecia            |                   |
| 7.                | Slovenia          |                   |
| 8.                | Russia            |                   |
| 9.                | Turchia           |                   |
| 10.               | Israele           |                   |
| 11.               | Ucraina           |                   |
| 12.               | Germania          |                   |